# Welland (kasteel)
Het kasteel Welland stond in het Nederlandse dorp Noordwelle, provincie Zeeland. Van het kasteel zijn geen restanten meer zichtbaar in het landschap.

## Geschiedenis
In de 13e eeuw was het geslacht Haamstede eigenaar van de heerlijkheid Welland. Het kasteel stond in Noordwelle, een van de twee ambachten van deze heerlijkheid. Het andere ambacht was Zuidwelle.
De heren van Welland kozen in de strijd tussen de opstandige Zeeuwse adel en de graaf van Holland waarschijnlijk de zijde van de opstandelingen. Hierdoor raakten ze hun 'steenhuis' kwijt aan de graaf. Vervolgens verkocht graaf Jan van Holland het onteigende kasteel nog vóór zijn dood in 1299 aan Willem Clauwaerde, een burger uit Brugge.
In 1313 schonk graaf Willem III de gehele heerlijkheid - inclusief kasteel - aan Witte van Haamstede.
Lodewijk van Zuidland was eind 14e eeuw de eigenaar van de twee ambachten Noord- en Zuidwelle. Zijn erfdochter Margareta trouwde in 1398 met Pieter Rengerszoon van Tuyll en bracht zo de beide ambachten en het kasteel in de familie Van Tuyll. Pieter overleed in 1416 en zijn zoon Hugo zal de bezittingen hebben geërfd.
In 1513 werd het kasteel Moermond door Jacob van Serooskerke herbouwd. Waarschijnlijk was het kasteel Welland toen al verdwenen.
In 1696 werd nog wel melding gemaakt van enige zichtbare restanten. Ook midden 19e eeuw zouden er nog steenpuin en een fundering aanwezig zijn geweest. De kasteelheuvel is sinds 1816 afgegraven. Tot aan de ruilverkaveling van medio 20e eeuw was er nog een ronde verhoging in het landschap zichtbaar.

## Beschrijving
Aanvankelijk zal Welland een mottekasteel zijn geweest dat later door een bakstenen bouwwerk is vervangen.
De motteheuvel bij de hofstede Den Berg, westelijk van de Stoofweg, was tot medio 20e eeuw nog als lichte glooiing zichtbaar. De huidige hofstede Welland dateert uit de 18e eeuw en staat vermoedelijk op de voormalige voorburcht.
Ook het Huis de Helle is wel genoemd als mogelijke kasteellocatie. In de 19e eeuw zouden er resten van een ronde toren zijn gevonden.
Aldegonde · Kasteel van Axel · Baarland · Baarsdorp · Barbestein · Biervliet · Bieweg · Blodenburg · Huis der Boede · Brijdorpe · Bruëlis · 't Burchtje · Burggravensteen · Buttinge · Coxijde · Crayenstein · Duinbeek · Duivelsberg · Ellewoutsdijk · Filippenburg · Geersdijk · Gistellis · Gravenhof · Slot Haamstede · Kasteel Hellenburg · Herkestein · Heuvelsweg · Hoge Huis · Ter Hooge · Hoogkamer · Kats · Kind van Trente · Kleverskerke · Kortgene · Kreke · Kruiningen · Laterdale · Lodijke · Maalstede (Hulst) · Maalstede (Kapelle) · Magdalon · Hof Ter Moere · Moermond · Te Mortiere · Muiden · Hof ter Nisse (Nisse) · Hof ter Nisse (Ossenisse) · Oostende · Oostende (Goes) · Oosterstein · Poelvoorde · Poortvliet · Popkensburg · De Pottere · Poucques · Pronkenburg · Ravenstein · Saeftingher Slot · Kasteel van Sint-Maartensdijk · Schengen · Sluis · Smallegange · Stavenisse · Tolhuis van Iersekeroord · Huus ter Tolne · Torenberg · Torenhoeve · Toren van Bourgondië · Troye · Valkenisse · Vinninghen · Vlissingen · Voorhoute · Waarde · Watervliet · Weldamme · Welland · Huis te Werf · Te Werve · Westenschouwen · Westhove · Westkerke · Windenburg · Zandenburg · Zwanenburg